# Джігме Тінлей
Джігме Йозер Тінлей (дзонґ-ке འཇིགས་མེད་འོད་ཟེར་ཕྲིན་ལས།, Вайлі:  'Jigs-med 'Od-zer 'Phrin-las, англ. Jigmi Yozer Thinley; нар. в 1952, Бумтанг, Бутан) — політик, прем'єр-міністр Бутану з 20 липня 1998 року до 9 липня 1999 року, з 30 серпня 2003 року до 20 серпня 2004 року і з 9 квітня 2008 року.

## Біографія
Закінчив Університет штату Пенсильванія. З 1974 року на державній службі, у лютому 1987 року був нагороджений титулом Дашо і правом на червоний пояс, а в 1990 році, після введення зональної системи, став адміністратором Східної зони королівства. У 1992 році його призначили секретарем міністерства внутрішніх справ, а в січні 1994 року заступником міністра внутрішніх справ з правом носіння помаранчевого поясу. У тому ж році він став постійним представником Бутану при ООН та інших міжнародних організаціях у Женеві.
Після повернення Бутану до демократичної системи правління першим двічі займав за ротацією пост прем'єр-міністра, у 1998–2003 роках водночас був міністром закордонних справ.
У березні 2008 року очолив Партію миру і процвітання на перших демократичних парламентських виборах в країні. Оскільки ПМП отримала 45 з 47 місць в Національній асамблеї, Тінлей отримав право на формування уряду. Він заступив на посаду прем'єр-міністра 9 квітня.
2 червня 1999 року був нагороджений вищою цивільною нагородою Бутану — Королівським орденом Бутану.